# Щербаков, Николай Митрофанович
Николай Митрофанович Щербаков (1 мая 1921, Родионово-Несветайский район, Ростовская область — 14 декабря 1987, Ростов-на-Дону) — участник Великой Отечественной войны, заместитель командира отделения 384-го отдельного батальона морской пехоты Одесской военно-морской базы Черноморского флота, матрос. Герой Советского Союза.

## Биография
Родился 1 мая 1921 года на хуторе Мелиозовка ныне Родионово-Несветайского района Ростовской области в семье крестьянина. Русский.
Учился в городе Таганроге, окончил 7 классов. Работал слесарем на Таганрогском комбайновом заводе.
В Военно-Морском Флоте с 1940 года. На фронте в Великую Отечественную войну с июня 1941 года. Участвовал в обороне Одессы. Был ранен. После лечения служил в береговой обороне Потийской военно-морской базы Черноморского флота.
В феврале 1944 года матрос Николай Щербаков был направлен в 384-й отдельный батальон морской пехоты Черноморского флота. Участвовал в боях за освобождение посёлков Херсонской области Александровка, Богоявленское (ныне Октябрьский) и Широкая Балка.
Во второй половине марта 1944 года войска 28-й армии начали бои по освобождению города Николаева. В порт Николаева был высажен десант, где был и матрос Щербаков. 28 марта 1944 года советские войска освободили Николаев. Из числа десанта в живых осталось 6 бойцов, одним из них был раненый Николай Щербаков. После лечения в госпитале Щербаков вернулся в свой батальон морской пехоты, в котором воевал до весны 1945 года, пройдя боевой путь по землям Румынии, Югославии, Венгрии.
Николай Митрофанович был участником Парада Победы в Москве 24 июня 1945 года. В 1946 году сержант Щербаков демобилизовался.
В 1953 году окончил юридический факультет Ростовского государственного университета и аспирантуру при нём. Жил в Ростове-на-Дону. Работал заместителем прокурора района, заместителем начальника строительной организации, заместителем директора Научно-исследовательского института технологии машиностроения.
Умер 14 декабря 1987 года. Похоронен в Ростове-на-Дону на Северном кладбище.

## Награды
- Указом Президиума Верховного Совета СССР от 20 апреля 1945 года за образцовое выполнение боевых заданий командования на фронте борьбы с немецкими захватчиками и проявленные при этом отвагу и геройство матросу Щербакову Николаю Митрофановичу было присвоено звание Героя Советского Союза с вручением ордена Ленина и медали «Золотая Звезда» (№ 5892).
- Награждён орденом Отечественной войны 1-й степени, медалями.
- Почётный гражданин города Николаева.

## Память
- В Николаеве в сквере имени 68-и десантников установлен памятник.
- В посёлке Октябрьском на берегу Бугского лимана, откуда уходили на задание десантники, установлена мемориальная гранитная глыба с памятной надписью.
- Ростовской школе № 87 присвоено имя Героя Советского Союза — Николая Щербакова. На здании школы установлена мемориальная доска[5][6].